# Corinna urbanae
Corinna urbanae là một loài nhện trong họ Corinnidae.
Loài này thuộc chi Corinna. Corinna urbanae được Ilka Maria Fernandes Soares & Hélio Ferraz de Almeida Camargo miêu tả năm 1948.